# 山陽電気鉄道200形電車

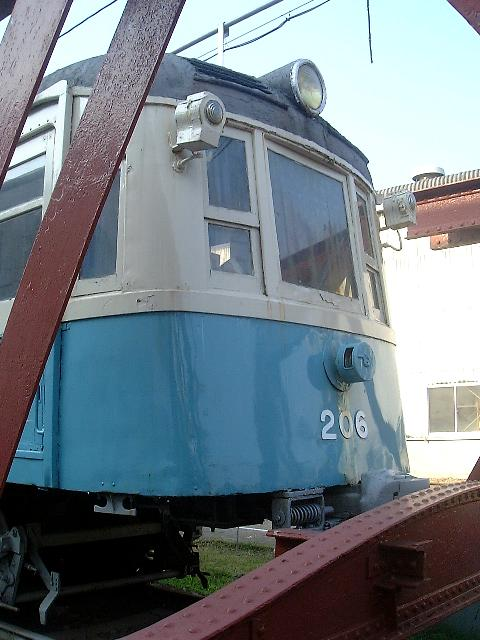
200形206号

山陽電気鉄道200形電車（さんようでんきてつどう200がたでんしゃ）は、過去に存在した山陽電気鉄道の電車。1936年から1945年にかけて製造された。
大きく7回に分けて製造され、登場時には旧・兵庫電気軌道の車両を更新した直流600 V専用車は200番台、その後登場した直流600 Vと直流1,500 Vの双方に対応する複電圧車は100番台に区分されていたが、これらの車両は戦後には本形式に統合されていることから、この項ではまとめて紹介する。

## 経緯
現在の山陽電鉄は、1927年に兵庫電気軌道と神戸姫路電気鉄道の両社を合併して設立された宇治川電気電鉄部 から、1933年に独立して発足した。宇治川電気時代には明石駅前で分断されていた旧兵電と旧神姫電鉄の両社の線路を接続させて電鉄兵庫 - 姫路駅前間の直通運転を開始したが、昭和初期の大不況期であったことからそれ以上の大きな設備投資は行われず、車両の面では昭和初期に旧神姫電鉄の電装品に旧兵電サイズの新造車体を組み合わせた51形（戦後100形に改番）を新造した後は、しばらく新車の投入は行われなかった。しかし、1935年ごろには不況を脱して利用客が増加してきたことと前年の1934年に省線電車が明石まで延伸されたことから、並走する兵庫 - 明石間での競争力強化が必要とされるようになった。また、旧兵電系の軌道線用車両は、大正中期までに製造された木造車で老朽化していたことから早期の置き換えが望まれており、このような状況の中で、新規に出発した山陽電鉄の代表車として、本形式は当時流行の流線型を採り入れて登場した。

## 概要
本形式は大きく7次に分けて製造され、製造時期によって構造や形態が異なる。当初は旧兵庫電気軌道線での運転にのみ対応する直流600 V専用車として登場したが、1941年以降の竣工車からは、沿線に軍需工場が多数立地して利用者が急増したことから、直流600 Vと旧神姫電鉄線の直流1,500 Vの双方の架線電圧に対応する複電圧車となった。また、1930年代半ばの技術や材料面で戦前で最もレベルの高い時期に製造された初期のタイプと、太平洋戦争末期に製造された末期の車両では特に著しい差異があった。

### 201 - 207
このグループは、1936年に川崎車輛（現・川崎車両）において旧兵庫電気軌道22 - 28を種車に改造された。車体は半鋼製（屋根は鋼板製）の流線型車体で、車体長は約14.8 m、側面窓配置は1D9D1と扉間に1,000 mmの広幅二段窓（上段固定・下段上昇）を配置し、運転台側面の小窓の上部には行先方向幕を取り付けていた。ドア部には併用軌道区間や低床ホームでの乗降に備えてホールディングステップが取りつけられていたほか、車体にも一段ステップが設けられていた。座席はロングシートであったが、幕板部には室内温度調整のためにサーモスタットが取り付けられていた。前面は中央部の窓が広い3枚窓で、連結器は装備されていなかったものの、併用軌道区間を走行することからフェンダーとバンパーが取り付けられていたほか、窓上には中央に砲弾型前照灯を、左右には通風器をそれぞれ取りつけていた。この前照灯には、当時はトロリーポール集電であったことからポール接触時のデッドアースを防ぐために絶縁材を取り付けていた。車体塗色はそれまでの茶色一色とは異なり、窓周りおよび幕板がクリーム色、腰板が青緑色のツートンカラーで登場した。足回りは種車のものを再利用しており、台車は種車のブリル 27GE-1ではなく、29形のボールドウィンL形台車 (BW 54-15L) の側枠を一旦切断して延長用部材を挿入し、ホイールベースを1,905 mmに延長した上で釣り合い梁式に改造したもの を装着し、電装品は旧兵庫電気軌道29形の主電動機に弱め界磁改造を施したものを装備したほか、主制御器は種車のゼネラル・エレクトリック社製K-38A直接制御器を間接制御に改造 して自社工場製の界磁接触器を取りつけたものを装備するなど、徹底的にリサイクルを図っていた。この他、208 - 212のグループの登場前後に小型自動連結器の取り付け改造を行い、車体長も208 - 212のグループと同じになった。

### 208 - 212
このグループは、1938年に川崎車輛において旧兵庫電気軌道1 - 5を種車としたことになっているが、実際は31 - 35を種車として製作された。車体のデザインや寸法、台車や電装品などの基本的な構成は201 - 207と同じであるが、前面の通風器形状や側面方向幕周りのリベットの有無などの違いがあるほか、このグループの車両には小型自動連結器が当初から取りつけられていた。車体長は連結器の分だけ少し長くなって15.3 mとなっている。

### 111 - 113
1941年に川崎車輛で製造された。それまでの600 V専用車と異なり複電圧車となったほか、山陽電鉄初の制御車として登場した。また車番は旧神姫電鉄系の初代76形→初代100形の続番となっている。200形からの変更点は、屋根が鋼板製から木製帆布張りになったことと、台車をボールドウインBW-78-25Aとそのコピー台車であるBW-1に変更したことが挙げられる。運行時は100形の神戸方に連結されたが、神戸方に制御車が連結されたのは5030系を除くとこのグループが唯一の事例である。

### 114 - 123
1943年に帝國車輛工業で製造された。111 - 113のグループとは異なり、複電圧の電動車として登場した（当初一部の車両が非電装で登場したが、すぐに電装された）。このグループからは軍需工場への通勤客の増加によって従来の2扉では乗降時に支障をきたすことから、車体長はやや長くなって約15.4 m、扉間の窓幅は少し狭くなって970 mmとなった、窓配置1D4D4D1の3扉車として登場した。また、屋根は再び鋼板製となったほか、前面の通風器がなくなった代わりに屋根にガーランド型ベンチレーターが取り付けられた。車体も、車体部のステップがなくなって2段のホールディングステップだけになったことから、山陽電鉄初の車体裾がフラットな車両となった。このために、それまでの軽快で優美なデザインが損なわれることはなかった。台車は111 - 113のグループと同じだが、制御器はそれまでの改造品とは異なり、RPC-101 を搭載していた。

### 124 - 126
114 - 123のグループの増備車として1944年に川崎車輛で製造された。当初は事故で破損した旧兵庫電気軌道6・30・34の更新車という名目であったが、その後その名目は取り消された。屋根は再び木製帆布張りに戻り、運転台背後の仕切りも木製になるなど、戦時下での資材欠乏が如実に現れた車両でもあった。しかも、入線はしたものの電装品が確保できなかったため制御車として運用された。資料によると資材と人員不足のために運行できず、八家貨物駅（現在の八家構内に所在）や電鉄網干構内など、沿線各駅の側線に留置されていた車両もある。

### 127 - 132
1945年に田中車輛（現・近畿車輛）で製造された。車体の基本的な構成は114 - 126と同じではあるが、大戦末期の製造であったことから、126までの優美な前面デザインは簡素化され、傾斜のない緩やかな曲面と直線主体のデザインとなった。車体塗色も戦後の、窓周りがクリームイエローで腰板がネイビーブルーに近い色であった。このグループも電装品が確保できなかった上に資材と人員不足が深刻で早期の就役が不可能だったため、沿線各駅の側線や西新町にあった明石工場に留置されていた。なお、このうち129・130・132の3両は後述の通り戦災及び明石車庫の火災で被災し、一度も就役することなく廃車された。

### 133 - 135
1945年に川崎車輛で製造された。発注は大戦末期であるが、資材が不足していたために終戦直後の12月に登場した。このグループも124 - 126のグループと同様に、旧兵庫電気軌道8・10・12の更新車という名目であった。車体塗色は茶色一色に変更されたほか、車体構造は徹底的に簡素化されたものとなり、前面は平妻3枚窓、車内も屋根は垂木が露出し、裸電球に座席は半減、クッションのない座席と戦時型車両そのもののスタイルで登場した。ただし側面の窓配置は変わらなかったものの、登場前後に電鉄須磨 - 境川（現在の須磨浦公園 - 山陽塩屋間）間の併用軌道区間が新設軌道化されて路面乗降の停留所がなくなりステップが不要となったことから、台車中心間隔が拡大された。台車は従来のBW-1から、東京地下鉄道（現・東京地下鉄銀座線）1000形が装着していた日本車輌製造D-18が出自と伝えられる、より大型で心皿荷重上限の大きな形鋼組み立て釣り合い梁式台車であるBW-3に換装された。このグループも登場当時は電装品が確保できなかったために制御車として運用された。

## 戦前・戦中
本形式の第一陣は竣工当初、西新町以東の直流600 V電化された旧兵庫電気軌道線区間で運用された。当時の600 V区間は現在の広島電鉄宮島線やかつての名古屋鉄道各務原線田神駅のようにホームが鉄道線用の高床ホームと軌道線用の低床ホームに分かれている駅があり、軌道線用の本形式は単車運転の際には低床ホームに停車していたが、連結運行開始後、ほとんどの駅において連結運転時には高床ホームで乗降を取り扱うようになった。
続いて登場した複電圧車のグループは、111 - 113のうち1両が明石 - 藤江間、2両が電鉄姫路 - 電鉄網干間で使用された。114 - 132の3扉車は当初ホールディングステップを装備して登場したが、破損が多く補修が追いつかなかったために、低床ホームの駅で踏み段を準備してそこから乗降をするという事態になった。また、当初のツートンカラーの塗色も戦時下で塗料不足が深刻になると維持することができず、茶色一色となった。
太平洋戦争末期には、林崎駅北方の川崎航空機明石工場への空襲によって、近隣に位置していた明石工場および車庫に留置中の127 - 132のグループのうち4両が被災し、そのうち大破・全焼した129・130・132の3両は一度も就役することなく廃車された。この他にも舞子公園構内の側線で1両（209）が被災したが、こちらは小破ですんだため戦後に復旧された。
なお、111 - 113のグループ以外で制御車として登場した車両は、後年登場した他形式の制御車同様、姫路寄りに連結されていた。

## 戦後
1947年の700形投入に伴う車両限界の大型化と架線電圧の直流1,500 Vへの統一に伴い、それに対応した改造が施された。集電装置は従来のトロリーポールからパンタグラフに換装され、尾灯、標識灯の窓上への移設と増設が実施された。また、201 - 212・111 - 113の出入り口のステップは撤去されて114以降と同様に床面がフラットになり、さらに201 - 212・111 - 123の不要となったホールディングステップは撤去され、代わって700形の車両限界に合わせる形でドアに固定式のステップを取りつけた。この過程で、201 - 212は1948年に神戸寄り制御電動車（Mc） + 姫路寄り制御車（Tc）の1,500 V専用の2両固定編成となり、台車もBW-1に換装された。同時に、111 - 113・124 - 135の非電装車も電装を施して電動車化されている。全線直流1,500 V統一直後の1949年に改番を実施し、それまでのように使用電圧の違いによって形式を区分するのではなく、小型車は定員の違いによって区分することとなり、定員100名の車両は全て200番台の車両番号に統合することとしたため、それまでの201 - 212・111 - 135を新たに200 - 233とし、戦災廃車の欠番を埋める形で整理・改番を実施した。
戦時設計で構造が著しく簡素化されていた231 - 233（旧133 - 135）については整備が行われ、内装を他の車両と合わせたほか、BW-3台車の換装（1両を除きBW-1を装着。1両は820形のBW-4）も行われた。
その後、本形式は普通列車を中心に運用されたが、当形式でMc - Tc編成を組成することはスピードの面や車両故障の面で得策ではないことから、1951年に制御車を電装して本形式は全車電動車となった。車体塗色も戦後しばらくは茶色一色であったが、215 - 233（旧114 - 135）と212 - 214（旧111 - 113）のグループの一部は戦後の標準色である上半クリームイエロー、下半ネイビーブルーに塗り替えられた。1960年前後には真紅にウインドシルと雨樋に白線を入れた京浜急行電鉄の車両を思わせる塗色の車両も登場した。
神戸高速鉄道開業に際して、本形式は地下線乗り入れ車両の構造様式に適合しないことから、全金属車体の300形に更新されることとなった。まず1962年から1963年にかけて、200 - 214（旧201 - 212・111 - 113）の2扉車のうち保存車に選ばれた206を除く14両全車と、215 - 224（旧114 - 123）のグループ9両のうち222が300形に更新され、1967年にはその残り6両と225 - 227（旧124 - 126）のグループ3両の全車が300形に更新された。
神戸高速鉄道開業後も228 - 233（旧127・128・131・133 - 135）の6両 が残ったが、同線開業後は網干線と本線姫路側の末端区間で運用されることが多くなったため、飾磨以東ではあまり運用されなくなった。1969年に228 - 231の4両が廃車、残った232・233の2両が1970年にレール運搬用の長物電動貨車であるクモチ20形20・21に改造されて 200形は形式消滅した。20・21は1981年まで在籍していたほか、206が東二見車両基地の一隅に保存されている。なお、保存の際に集電装置はパンタグラフから叡山電鉄の廃車体から寄贈されたトロリーポールに換装されている。

## 車番の変遷
201→200
202→201
203→202
204→203
205→204
206→205
207→206
208→207
209→208
210→209
211→210
212→211
111→212
112→213
113→214
114→215
115→216
116→217
117→218
118→219
119→220
120→221
121→222
122→223
123→224
124→225
125→226
126→227
127→228
128→229
129→被災廃車
130→被災廃車
131→230
132→被災廃車
133→231
134→232
135→233

## 大柄な小型車
『関西の鉄道』No.49の特集記事の中に本形式と阪神電気鉄道国道線71形が連結されているようなイラストが掲載されているが、同時期に登場してともに流線型を採り入れた似たようなサイズの車両とはいえ、全線併用軌道の阪神71形と一部が併用軌道の200形とではやはり大きな違いがあることがよくわかる。本形式は、どちらかといえば同じ路線条件の京阪電気鉄道京津線の代表車である60形（びわこ号）や50形に近い車両であるといえる。